# Matthias Bätzel
Matthias Bätzel (* 1966 in Weimar) ist ein deutscher Jazz-Organist.

## Leben und Wirken
Matthias Bätzel studierte von 1983 bis 1989 Geige und Klavier an der Hochschule für Musik Franz Liszt Weimar. Noch zu DDR-Zeiten orientierte er sich an der Musik der Rockgruppe Deep Purple; spätere Vorbilder waren der orgellastige Blues von Freddie King, der polnische Organist Wojciech Karolak und dessen französisches Pendant Eddy Louiss. Weitere musikalische Vorbilder sind die Jazz-Organisten Jimmy Smith und Jack McDuff. Die ersten Auftritte hatte Bätzel 1990 mit dem Altsaxophonisten Fiete Felsch und dem Schlagzeuger Torsten Zwingenberger. Erst 1992 begann er Orgel zu spielen. 1994 kam es zur Gründung der Gruppe Grooveyard mit dem Schlagzeuger Michael Keul und dem Gitarristen Michael Arlt. Schließlich entwickelte sich die Band zum Matthias Bätzel Trio (seit 1998). Für Arlt kam später der Regensburger Gitarrist Helmut Kagerer. Zur derzeitigen Besetzung des Matthias Bätzel Trio gehören Drummer Heiko Jung und Bassist Matthias Eichhorn.
Bätzel war von 1990 bis 1993 Dozent im Fach Jazzpiano an der Weimarer Musikhochschule. Er arbeitet regelmäßig als Gastdozent bei Jazzworkshops und übernahm 2002 einen Lehrauftrag für Jazzpiano an der Musikhochschule Dresden und 2006 einen Lehrauftrag für Jazzensemble an der Musikhochschule in Weimar. Seit 2007 ist Matthias Bätzel an der Hochschule für Musik Carl Maria von Weber Dresden Professor für Jazzpiano und Hammondorgel. Auf Bätzels Initiative hin richtete die Musikhochschule Dresden im Jahr 2006 einen Aufbaustudiengang Hammond B3-Orgel im Fachbereich Jazz/Rock/Pop ein. Er nahm an zahlreichen Festivals, Rundfunk-, TV- und CD-Produktionen teil, u. a. mit Carla Bley, Red Holloway, Clark Terry, Nils Landgren, Charly Antolini, Wolfgang Schlüter, Roman Schwaller, Dusko Goykovich, Mack Goldsbury, Herb Robertson, Ed Kröger, Toots Thielemans, Veronika Fischer und Manfred Krug. Mit Letzterem gab es 2015 die goldene Schallplatte für das im Jahr zuvor erschienene Album „Auserwählt“.

## Diskografische Hinweise
- Grooveyard featuring Ron Holloway (JHM)
- Basic Instinct – Grooveyard Meets Ron Holloway, Houston Person and Roman Schwaller (JHM)
- A Night of Blues & Ballads (mit Red Holloway) (JHM, 1998)
- Monk’s Mood (JHM, 2002)
- Der Weihnachts-Krug (Warner, 2002)
- Michael Arnold Quartett: Straight and Curved (type:g records, 2007)
- Ernst Bier, Matthias Bätzel & Karl Schloz with Sonny Fortune: Live at the A-Trane (Konnex Records, 2007)

## Lexikalische Einträge
- Jürgen Wölfer: Jazz in Deutschland. Das Lexikon. Alle Musiker und Plattenfirmen von 1920 bis heute. Hannibal, Höfen 2008, ISBN 978-3-85445-274-4.